# Dorcadion glabrofasciatum
Dorcadion glabrofasciatum là một loài bọ cánh cứng trong họ Cerambycidae.